# Едуардо Ніколас
Едуардо Ніколас (ісп. Eduardo Nicolás; нар. 22 вересня 1972) — колишній іспанський тенісист.
Найвищу одиночну позицію світового рейтингу — 146 місце досяг 20 березня 2000, парну — 97 місце — 17 січня 2000 року.

## Титули на челленджерах

### Парний розряд: (6)
| Ранг | Рік  | Турнір                      | Покриття | Партнер        | Суперники                               | Рахунок            |
| ---- | ---- | --------------------------- | -------- | -------------- | --------------------------------------- | ------------------ |
| 1.   | 1998 | Монтобан, Франція           | Ґрунт    | Херман Пуентес | Едвін Кемпес Рогір Вассен               | 7–6, 7–6           |
| 2.   | 1998 | Будва, Сербія та Чорногорія | Ґрунт    | Херман Пуентес | Емануел Коуту Жоао Кунья е Сілва        | 3–6, 6–1, 6–3      |
| 3.   | 1998 | Скоп'є, Північна Македонія  | Ґрунт    | Херман Пуентес | Андрій Мерінов Андрій Столяров          | 7–5, 3–6, 7–6      |
| 4.   | 1999 | Барселона, Іспанія          | Ґрунт    | Херман Пуентес | Альберто Мартін Хав'єр Санчес           | 7–6(7–1), 7–6(7–5) |
| 5.   | 2000 | Фюрт, Німеччина             | Ґрунт    | Херман Пуентес | Девін Бовен Брендон Коуп                | 6–4, 6–2           |
| 6.   | 2000 | Севілья, Іспанія            | Ґрунт    | Херман Пуентес | Томмі Робредо Сантьяго Вентура Бертомеу | 6–3, 6–2           |